# Паперовий роман
Паперовий роман (англ. Paperman «Людина-папір») — чорно-білий короткометражний анімаційний фільм 2012 року, створений Walt Disney Animation Studios і режисером Джоном Карсом. Поєднує в собі традиційну і комп'ютерну анімацію. Отримав номінацію як найкращий анімаційний короткометражний фільм на 85-й церемонії вручення нагород Академії Кіномистецтв.
29 січня 2013 компанія Disney оприлюднила свій короткометражний мультфільм на відеосервісі YouTube, який переглянули більше 6 мільйонів відвідувачів.

## Нагороди
| Премія     | Категорія                                    | Результат |
| ---------- | -------------------------------------------- | --------- |
| Оскар 2013 | Найкращий короткометражний анімаційний фільм | Перемога  |
| Енні 2013  | Найкращий короткометражний анімаційний фільм | Перемога  |